# جادو در مهتاب
جادو در مهتاب (به انگلیسی: Magic in the Moonlight) فیلمی به کارگردانی وودی آلن ساختهٔ سال ۲۰۱۴ میلادی و در ژانر کمدی عشقی است. این فیلم چهل و چهارمین فیلم وودی آلن است.
فیلمبرداری این فیلم را داریوش خنجی بر عهده داشته است.

## داستان فیلم
در این فیلم کالین فرث، در نقش استنلی کرافورد، شعبده‌باز موفقی در لندن است که با آرایش و لباس چینی برنامه اجرا می‌کند. سرگرمی اصلی استنلی، رو کردن دست مدعیان به احضار روح و ارتباط با عالم غیب است.
شخصیتی که کالین فیرث بازی می‌کند، مبنای تاریخی دارد. در قرن نوزده، یک شعبده باز آمریکایی بود به نام اسورث رابینسن که روی صحنه از اسم چینی «چانگ لینگ سو» استفاده می‌کرد که بی‌شباهت به اسم مستعار شخصیت کالین فیرث در این فیلم نیست.
زن جوانی به نام سوفی بیکر با بازی اما استون، مدعی غیبگویی و احضار روح است که در ویلای مجلل خاندان کاتلیج — از ثروتمندان صاحب صنایع در آمریکا — از طریق ازدواج با پسر خانواده در پی دست‌یابی به ثروت آن‌ها است.
استنلی به عنوان یک بازرگان پولدار و با هدف افشاگری دربارهٔ سوفی، در ویلای کاتلیج در ساحل کوت دازور میهمان می‌شود، ولی خودش به این شیاد زیبای آمریکایی، دل می‌بازد. منتقدها، کشش آشکار میان اما استون و کالین فیرث را جاذبه اصلی فیلم دانسته‌اند. مشخص است که این دو شخصیت با هم اختلاف‌هایی دارند، یکی خردگرا است و به روح و جن و دنیای ماوراءالطبیعه اعتقاد ندارد در حالیکه دیگری، دست‌کم وانمود می‌کند که می‌تواند با دنیای ارواح رابطه بگیرد.
در این فیلم جکی ویور، نقش مادرسالار خاندان کاتلیج را بازی می‌کند. جادو در مهتاب که در فرانسه کار شده، تماشاگر را به دهه ۱۹۲۰ میلادی می‌برد و سواحل زیبا و ثروتمند کوت دازور را به تصویر می‌کشد.

## نقدها
بعضی از منتقدان جادو زیر مهتاب را فیلمی سبُک و با داستانی نه‌چندان اصیل می‌دانند. الن شرتسال در ویلج وویس، می‌نویسد وودی الن برای پاکنویس کردن سناریو، وقت زیادی نگذاشته است. منتقد جوردون هافمن می‌نویسد برخلاف شاهکارهای بسیارِ وودی آلن، این فیلم وضوح و درخشش چندانی ندارد، ولی فیلمی است که باید به آن احترام گذاشت و آن را تماشا کرد.
منتقد ورایتی تماشاگر این فیلم را طبقه متوسط، مرفه و تحصیل‌کردهٔ جامعه دانسته است، کسانی که با فیلم‌های پرسروصدای تابستانی که برای نوجوان‌ها هستند میانه خوشی ندارند.
آلن شرتسال، منتقد ویلج وویس معتقد است که در این فیلم، تصاویر غنی و فضاهای زندگی ثروتمندان و طرح لباس‌ها خیلی چشمگیر است، به سبک گتسبی بزرگ اما انگار قصهٔ این فیلم را از مغازهٔ لباس‌های حاضری آورده‌اند، چون مثل لباس بددوخت، به تن فیلم برازنده نیست؛ مثلاً هیچ دلیلی برای کشش عشقی بین این دو شخصیت وجود ندارد، جز این که هر دو نقش‌های اصلی این فیلم را گرفته‌اند.
تاد مک‌کارتی هم در هالیوود ریپورتر این فیلم را از کارهای ضعیف وودی آلن می‌داند در حالی که برعکس او، اوئن گلیبرمن در سایت بی‌بی‌سی معتقد است که آلن بحثی عقلانی یا خردگرایانه در دفاع از خردستیزی مطرح کرده است و این فیلم را به مراتب از فیلم‌های چند سال اخیر وودی آلن، به استثنای یاسمین آبی، بهتر می‌داند.
بازی اما استون و کالین فیرث در این فیلم مورد تحسین منتقدان قرار گرفته است. ظرافت بازی استون در این است که تا مدت‌ها نمی‌گذارد تماشاگر پی ببرد که آیا نقش او یک شارلاتان است یا واقعاً به کاری که می‌کند اعتقاد دارد.

## بازیگران
- اما استون، در نقش سوفی بیکر
- کالین فرث، در نقش استنلی کرافورد
- همیش لینکلیتر، در نقش برایس
- مارسیا گی هاردن، در نقش خانم بیکر
- جکی ویور، در نقش گریس
- آیلین اتکینز، در نقش عمه ونسا
- اوته لمپر، در نقش دکتر